# William Herschel

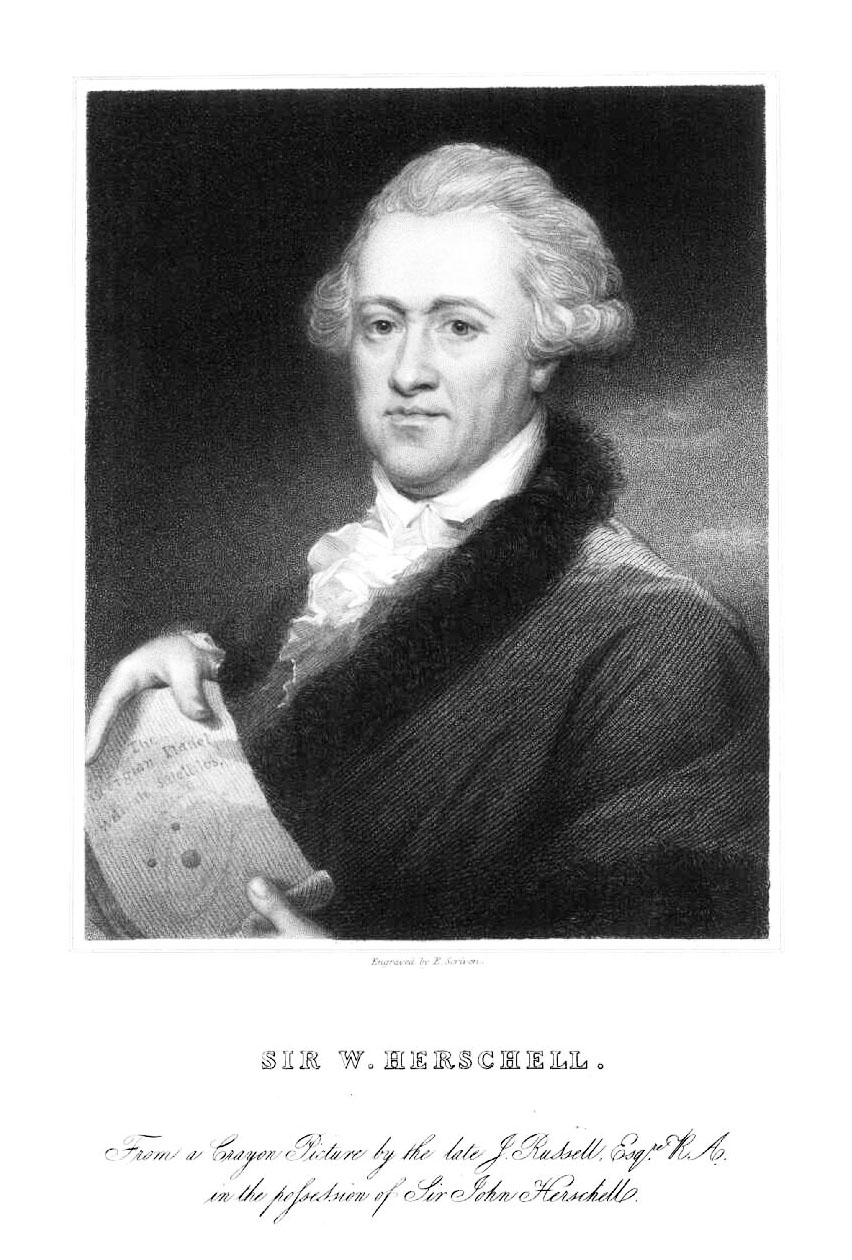
William Herschel

Sir Frederick William Herschel (în germană Friedrich Wilhelm Herschel; n. 15 noiembrie 1738, Hanovra, Sfântul Imperiu Roman – d. 25 august 1822, Slough, Regatul Unit al Marii Britanii și Irlandei) a fost un astronom, inventator și muzician britanic de origine germană.

## Biografie
La vârsta de 14 ani intră în rândurile gărzii hanoveriene ca oboist, Principatul Hanovra fiind în acel timp în uniune personală cu monarhia britanică (regele era în același timp principe elector). În 1757 pleacă în Anglia, unde va activa ca muzician în Leeds, din 1765 fiind organist în Halifax și din 1766 în Bath. Din 1771 este membru în Societatea Regală (Royal Society). Ocupându-se de studii de teorie muzicală, Herschel ajunge de la matematică la studii astronomice și optice. Își construiește un tip nou de telescop, cu ajutorul căruia reușește să descopere la 13 martie 1781 planeta Uranus. În consecință devine celebru și este numit de către regele George al III-lea astronom la curtea regală. Din 1772 sora lui, Caroline Herschel, vine în Anglia, pentru a-l ajuta în munca sa în astronomie. A descoperit mișcarea sistemului solar față de celelalte stele din Calea Lactee și în 1783 a determinat direcția acestei mișcări (Catalog de stele). La 11 ianuarie 1787 descoperă doi sateliți ai planetei Uranus (Titania și Oberon), iar în 1789 doi sateliți ai planetei Saturn (Mimas și Enceladus). În 1800 descoperă radiațiile infraroșii.